# Sebastian H. Mernild
Sebastian Haugaard Mernild, född 20 oktober 1972 är en forskare inom klimatologi. 
Mernild tog sin doktorsexamen vid Köpenhamns universitet. Han har varit knuten till IPCC sedan 2010.
Han var VD för  Nansen Center 2016 till 2020, fick Rosenkjærprisen 2018 och var prorektor för Syddansk universitet 2020 till 2022.